# Ізабель Фалконьє
Ізабель Фальконьє (нар. 19 жовтня 1970 року у Веве) — швейцарська журналістка та літературна критикиня.

## Життєпис
Ізабель Фальконьє народилась у родині педагогів 19 жовтня 1970 року у місті Веве. Виростала у Блоні (Швейцарія). Навчалась у Лозаннському університеті, де здобула освіту у галузі журналістики та літератури. Почала писати для журналу "L'Hebdo" з 1998 року, де працювала літературною критикинею, очолювала рубрики "Культура" та "Суспільство", а також виконувала обов’язки заступниці редактора. Після закриття видання у 2017 році стала однією з ініціаторок створення нового медіа «Bon pour la tête», яке позиціонується як «незалежне медіа без реклами».
З 2011 по 2018 рік була президенткою Книжкового і пресового салону Женеви— одного з найбільших літературних фестивалів у Швейцарії, який щороку збирає авторів, видавців і читачів для обговорення сучасної літератури та медіа. На цій посаді вона сприяла популяризації швейцарської літератури і підтримці молодих авторів. 
У 2019 році Ізабель Фальконьє була редакційною директоркою та координаторкою медіа-стратегії під час організації свята Виноробів  у Монтре.
Також Ізабель є комісаром з питань літератури міста Лозанна та була директором Швейцарського клубу преси — організації, що об'єднує журналістів і сприяє розвитку професійних стандартів медіа у країні.
Ізабель Фальконьє була одружена з журналістом і політиком Фаті Дердером, з яким має двох дітей (1996 та 1999 років народження). У 2009 році вийшла заміж за Крістофа Пассера, заступника головного редактора Le Matin Dimanche.

## Творчість
Ізабель Фальконьє є авторкою кількох літературних та культурознавчих видань:
- 2017 — Моя провина (Видавництво «Фавр»)
- 2017 — Лозанна. Літературні прогулянки (Видавництво «Чорне на білому»)
- 2018 — Монтана. Повернення на Захід (Видавництво «Невіката»)
- 2019 — Вірш і територія. Літературні прогулянки у франкомовній Швейцарії (Місто Лозанна / Видавництво «Чорне на білому»)

Вона також опублікувала дві новели — "Брат" та "Бляшанка з печивом" — у колективній збірці "Зоряні години мого життя" (2015).

## Відзнаки
- 2015 — кавалер ордена мистецтв і літератури [1]